# Alvise Valaresso
Alvise Valaresso (Venezia, 6 gennaio 1588 – Venezia, 16 marzo 1650) è stato un politico e diplomatico italiano.

## Biografia
Figlio di Zaccaria di Alvise Valaresso e di Elisabetta di Paolo Antonio Miani, ebbe un fratello gemello cui fu dato il nome del nonno materno. Il padre, forse perché zoppo, non ricoprì ruoli politici di rilievo, ma questo, d'altro canto, gli permise di risparmiare il denaro necessario alla carriera del figlio.
Zaccaria entrò in politica come savio agli Ordini, venendo eletto nel 1613 e ancora nel 1614. Nel 1615 fu nominato tesoriere di Palmanova, in un periodo di tensioni essendo in corso la guerra di Gradisca contro l'arciducato d'Austria. Nel biennio 1618-1619 fu rettore di Zara. Tornato in patria, fu provveditore alla Sanità nel biennio 1620-1621, periodo in cui si sovrappose una breve ambasceria presso il granduca di Toscana Ferdinando II, cui porse le condoglianze della Serenissima per la morte del padre Cosimo II e le congratulazioni per la conseguente ascesa al trono. Si trattava di una missione meramente diplomatica, ma per Valaresso fu l'occasione per dimostrare le proprie capacità e alla fine del 1621 fu eletto ambasciatore in Inghilterra.
Il primo periodo a Londra fu segnato da qualche difficoltà soprattutto nell'invio dei messaggi in codice, poiché il segretario Pietro Vico era dovuto tornare a Venezia per motivi di salute e il Senato nominò il suo sostituto, Pietro Dolce, solo nel 1623. In realtà i rapporti tra la Serenissima e l'Inghilterra erano buoni e infatti i dispacci inviati in patria riguardano specialmente i matrimoni del principe di Galles, il futuro re Carlo I, con delle impopolari spose cattoliche. 
Nell'autunno 1624 concluse il suo mandato, ma prima di tornare a Venezia fu incaricato di coordinare l'appoggio veneziano all'occupazione della Valtellina promossa dal regno di Francia, allo scopo di impedire un collegamento tra la Lombardia e il Trentino, controllati rispettivamente dagli Asburgo di Spagna e da quelli d'Austria.
Inviò il primo messaggio al Senato mentre si trovava a Parigi, il 24 ottobre 1624, riferendo che come prima cosa avrebbe cercato di impedire che le rivolte in atto in Svizzera si espandessero in Italia. Quindi viaggiò tra Zurigo, Coira, Poschiavo e Tirano; il 22 dicembre comunicava da quest'ultima che gli spagnoli si trovavano a venti miglia da Sondrio. La prima fase della guerra di Valtellina, che non vide scontri frontali ma solo manovre e contromanovre di truppe, si risolse con il ritiro degli spagnoli dalla valle.
L'ultimo dispaccio del Valaresso fu inviato da Morbegno a fine settembre 1625. Ripartì quindi per la laguna, facendo però tappa a Padova per avere un consulto medico sul suo stato di salute.
Savio del Consiglio per la prima metà del 1626, fu creato capitano di Brescia nel settembre successivo, mantenendo la carica per un anno.
Consigliere per il sestiere di Santa Croce dal 1º giugno 1628, si dimise dall'incarico il 30 novembre, ma non se ne conosce il motivo. Va detto che il 17 settembre aveva proposto al Maggior Consiglio di demandare al Consiglio dei Dieci il giudizio sulla crisi provocata da Ranieri Zen, facendosi quindi portavoce della cosiddetta "fazione aristocratica", ma la sua proposta fu respinta.
Ancora savio del Consiglio per la seconda metà del 1629, il 17 maggio 1630, fu eletto sopraprovveditore alla Sanità al di qua del Mincio (ovvero nel Veronese); si trattava di un incarico di rilievo in quanto, nel pieno della peste del 1630, doveva occuparsi di erigere le strutture sanitarie fondamentali della regione.

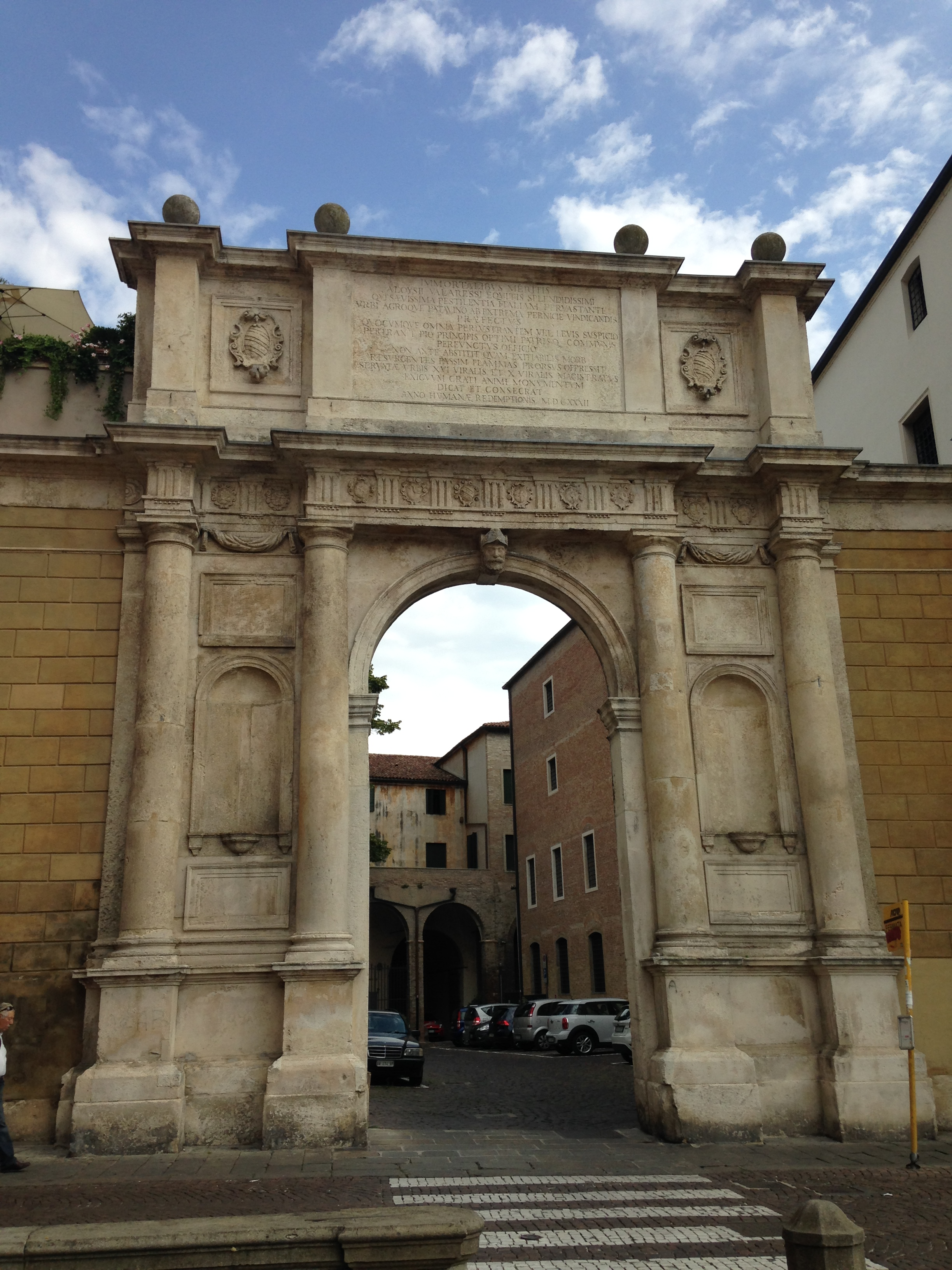
L'arco Valaresso, eretto in onore di Alvise nel 1632 al termine del suo mandato di capitano di Padova.

Alla fine dell'epidemia tornò per qualche mese a Venezia, quindi si portò a Padova dove fu capitano dal 20 luglio 1631. Riportatosi nella capitale, fu eletto ancora savio del Consiglio per il primo semestre del 1633 e dell'anno successivo. Frattanto, dal 4 settembre 1633, fu nel Consiglio dei dieci. Il 1º febbraio 1635 fu nuovamente nominato consigliere per Santa Croce, mentre l'anno successivo fu conservatore delle Leggi e ancora savio del Consiglio, carica che gli sarebbe stata rinnovata, ininterrottamente, fino al 1643.
Fu certamente interessato all'ambito culturale dato che venne eletto tra i riformatori dello Studio di Padova per sette volte come aggiunto (tra 1630 e il 1647) e per due volte come riformatore (nel 1638 e nel 1643). Varie altre cariche furono ricoperte nei previ intervalli tra i mandati di savio del Consiglio e riformatore dello Studio. Il 15 maggio 1640 fu nominato procuratore di San Marco de Ultra, titolo che gli permise di evitare ulteriori incarichi fuori città.
Durante l'ultimo mandato da savio del Consiglio (primo semestre 1648), essendo in corso la guerra di Candia, sostenne con Francesco Querini la linea dell'intransigenza che, approvata, prolungò il conflitto per più di vent'anni. Fu il suo ultimo atto politico poiché spirò il 16 marzo 1650 mentre si trovava in Procuratia.